# 青垣観光バス
青垣観光バス株式会社（あおがきかんこうバス）は、兵庫県丹波市に本社を置く日本のバス事業者。

## 営業所
- 兵庫営業所：兵庫県丹波市氷上町常楽908番地
- 東京営業所：東京都足立区入谷4丁目2番1号[1]
- 大阪営業所：大阪府大阪市港区築港3丁目6番10号
- 関空営業所：大阪府阪南市下出358番1号

## 高速バス
たびのすけバス
- 東京鍛冶橋 - 横浜YCAT（乗車のみ） ⇔ 高速長岡京 - 大阪梅田 - 神戸三宮
- 池袋サンシャイン　－　東京鍛冶橋　⇔ 京都八条口 - 大阪梅田（難波O-CAT）
- プラザモータープール - HEARTSバスステーション博多

2013年7月31日まではマアトが主催するツアーバスであり、青垣観光の他に武元重機などの事業者も運行に携わっていた。乗合化後は自社で販売業務を行う上で予約サイトもマアトより譲渡された。
また、青垣観光もツアーバス時代はベルプランニング（事業停止・破産）などが主催するツアーバスの運行も行っており、専用車両も保有していた。